# Rancho Cordova
Rancho Cordova is een stad (city) in de Amerikaanse staat Californië en valt bestuurlijk gezien onder Sacramento County. Ze werd geïncorporeerd als stad in 2003. Rancho Cordova maakt deel uit van de agglomeratie rond Sacramento.

## Demografie
Bij de volkstelling in 2000 werd het aantal inwoners vastgesteld op 55.060.

## Geografie
Volgens het United States Census Bureau beslaat de plaats een oppervlakte van
59,0 km², waarvan 58,3 km² land en 0,7 km² water.

## Plaatsen in de nabije omgeving
De onderstaande figuur toont nabijgelegen plaatsen in een straal van 8 km rond Rancho Cordova.